# Sokołowski
Sokołowski là một huyện thuộc tỉnh Mazowieckie của Ba Lan. Huyện có diện tích 1131 km². Đến ngày 1 tháng 1 năm 2011, dân số của huyện là 55463 người và mật độ 49 người/km².